# 1954年
1954年（1954 ねん）は、西暦（グレゴリオ暦）による、金曜日から始まる平年。昭和29年。

## 他の紀年法
- 干支：甲午（きのえ うま）
- 日本（月日は一致）
  - 昭和29年
  - 皇紀2614年
- 中華民国（月日は一致）
  - 中華民国43年
- 大韓民国（月日は一致）
  - 檀紀4287年
- 朝鮮民主主義人民共和国
  - 主体43年
- 仏滅紀元：2496年 - 2497年
- イスラム暦：1373年4月25日 - 1374年5月6日
- ユダヤ暦：5714年4月26日 - 5715年4月6日
- 修正ユリウス日(MJD)：34743 - 35107
- リリウス日(LD)：135584 - 135948

※檀紀は、大韓民国で1948年に法的根拠を与えられたが、1962年からは公式な場では使用されていない。

※主体暦は、朝鮮民主主義人民共和国で1997年に制定された。

## カレンダー
| 1月 |    |    |    |    |    |    |
| 日  | 月 | 火 | 水 | 木 | 金 | 土 |
|     |    |    |    |    | 1  | 2  |
| 3   | 4  | 5  | 6  | 7  | 8  | 9  |
| 10  | 11 | 12 | 13 | 14 | 15 | 16 |
| 17  | 18 | 19 | 20 | 21 | 22 | 23 |
| 24  | 25 | 26 | 27 | 28 | 29 | 30 |
| 31  |    |    |    |    |    |    |
|     |    |    |    |    |    |    |

| 2月 |    |    |    |    |    |    |
| 日  | 月 | 火 | 水 | 木 | 金 | 土 |
|     | 1  | 2  | 3  | 4  | 5  | 6  |
| 7   | 8  | 9  | 10 | 11 | 12 | 13 |
| 14  | 15 | 16 | 17 | 18 | 19 | 20 |
| 21  | 22 | 23 | 24 | 25 | 26 | 27 |
| 28  |    |    |    |    |    |    |
|     |    |    |    |    |    |    |

| 3月 |    |    |    |    |    |    |
| 日  | 月 | 火 | 水 | 木 | 金 | 土 |
|     | 1  | 2  | 3  | 4  | 5  | 6  |
| 7   | 8  | 9  | 10 | 11 | 12 | 13 |
| 14  | 15 | 16 | 17 | 18 | 19 | 20 |
| 21  | 22 | 23 | 24 | 25 | 26 | 27 |
| 28  | 29 | 30 | 31 |    |    |    |
|     |    |    |    |    |    |    |

| 4月 |    |    |    |    |    |    |
| 日  | 月 | 火 | 水 | 木 | 金 | 土 |
|     |    |    |    | 1  | 2  | 3  |
| 4   | 5  | 6  | 7  | 8  | 9  | 10 |
| 11  | 12 | 13 | 14 | 15 | 16 | 17 |
| 18  | 19 | 20 | 21 | 22 | 23 | 24 |
| 25  | 26 | 27 | 28 | 29 | 30 |    |
|     |    |    |    |    |    |    |

| 5月 |    |    |    |    |    |    |
| 日  | 月 | 火 | 水 | 木 | 金 | 土 |
|     |    |    |    |    |    | 1  |
| 2   | 3  | 4  | 5  | 6  | 7  | 8  |
| 9   | 10 | 11 | 12 | 13 | 14 | 15 |
| 16  | 17 | 18 | 19 | 20 | 21 | 22 |
| 23  | 24 | 25 | 26 | 27 | 28 | 29 |
| 30  | 31 |    |    |    |    |    |
|     |    |    |    |    |    |    |

| 6月 |    |    |    |    |    |    |
| 日  | 月 | 火 | 水 | 木 | 金 | 土 |
|     |    | 1  | 2  | 3  | 4  | 5  |
| 6   | 7  | 8  | 9  | 10 | 11 | 12 |
| 13  | 14 | 15 | 16 | 17 | 18 | 19 |
| 20  | 21 | 22 | 23 | 24 | 25 | 26 |
| 27  | 28 | 29 | 30 |    |    |    |
|     |    |    |    |    |    |    |

| 7月 |    |    |    |    |    |    |
| 日  | 月 | 火 | 水 | 木 | 金 | 土 |
|     |    |    |    | 1  | 2  | 3  |
| 4   | 5  | 6  | 7  | 8  | 9  | 10 |
| 11  | 12 | 13 | 14 | 15 | 16 | 17 |
| 18  | 19 | 20 | 21 | 22 | 23 | 24 |
| 25  | 26 | 27 | 28 | 29 | 30 | 31 |
|     |    |    |    |    |    |    |

| 8月 |    |    |    |    |    |    |
| 日  | 月 | 火 | 水 | 木 | 金 | 土 |
| 1   | 2  | 3  | 4  | 5  | 6  | 7  |
| 8   | 9  | 10 | 11 | 12 | 13 | 14 |
| 15  | 16 | 17 | 18 | 19 | 20 | 21 |
| 22  | 23 | 24 | 25 | 26 | 27 | 28 |
| 29  | 30 | 31 |    |    |    |    |
|     |    |    |    |    |    |    |

| 9月 |    |    |    |    |    |    |
| 日  | 月 | 火 | 水 | 木 | 金 | 土 |
|     |    |    | 1  | 2  | 3  | 4  |
| 5   | 6  | 7  | 8  | 9  | 10 | 11 |
| 12  | 13 | 14 | 15 | 16 | 17 | 18 |
| 19  | 20 | 21 | 22 | 23 | 24 | 25 |
| 26  | 27 | 28 | 29 | 30 |    |    |
|     |    |    |    |    |    |    |

| 10月 |    |    |    |    |    |    |
| 日   | 月 | 火 | 水 | 木 | 金 | 土 |
|      |    |    |    |    | 1  | 2  |
| 3    | 4  | 5  | 6  | 7  | 8  | 9  |
| 10   | 11 | 12 | 13 | 14 | 15 | 16 |
| 17   | 18 | 19 | 20 | 21 | 22 | 23 |
| 24   | 25 | 26 | 27 | 28 | 29 | 30 |
| 31   |    |    |    |    |    |    |
|      |    |    |    |    |    |    |

| 11月 |    |    |    |    |    |    |
| 日   | 月 | 火 | 水 | 木 | 金 | 土 |
|      | 1  | 2  | 3  | 4  | 5  | 6  |
| 7    | 8  | 9  | 10 | 11 | 12 | 13 |
| 14   | 15 | 16 | 17 | 18 | 19 | 20 |
| 21   | 22 | 23 | 24 | 25 | 26 | 27 |
| 28   | 29 | 30 |    |    |    |    |
|      |    |    |    |    |    |    |

| 12月 |    |    |    |    |    |    |
| 日   | 月 | 火 | 水 | 木 | 金 | 土 |
|      |    |    | 1  | 2  | 3  | 4  |
| 5    | 6  | 7  | 8  | 9  | 10 | 11 |
| 12   | 13 | 14 | 15 | 16 | 17 | 18 |
| 19   | 20 | 21 | 22 | 23 | 24 | 25 |
| 26   | 27 | 28 | 29 | 30 | 31 |    |
|      |    |    |    |    |    |    |

## できごと

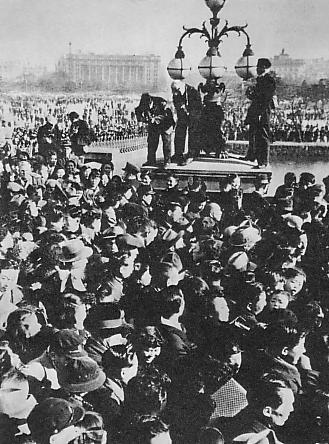
二重橋事件（1月2日）
事件当日の二重橋

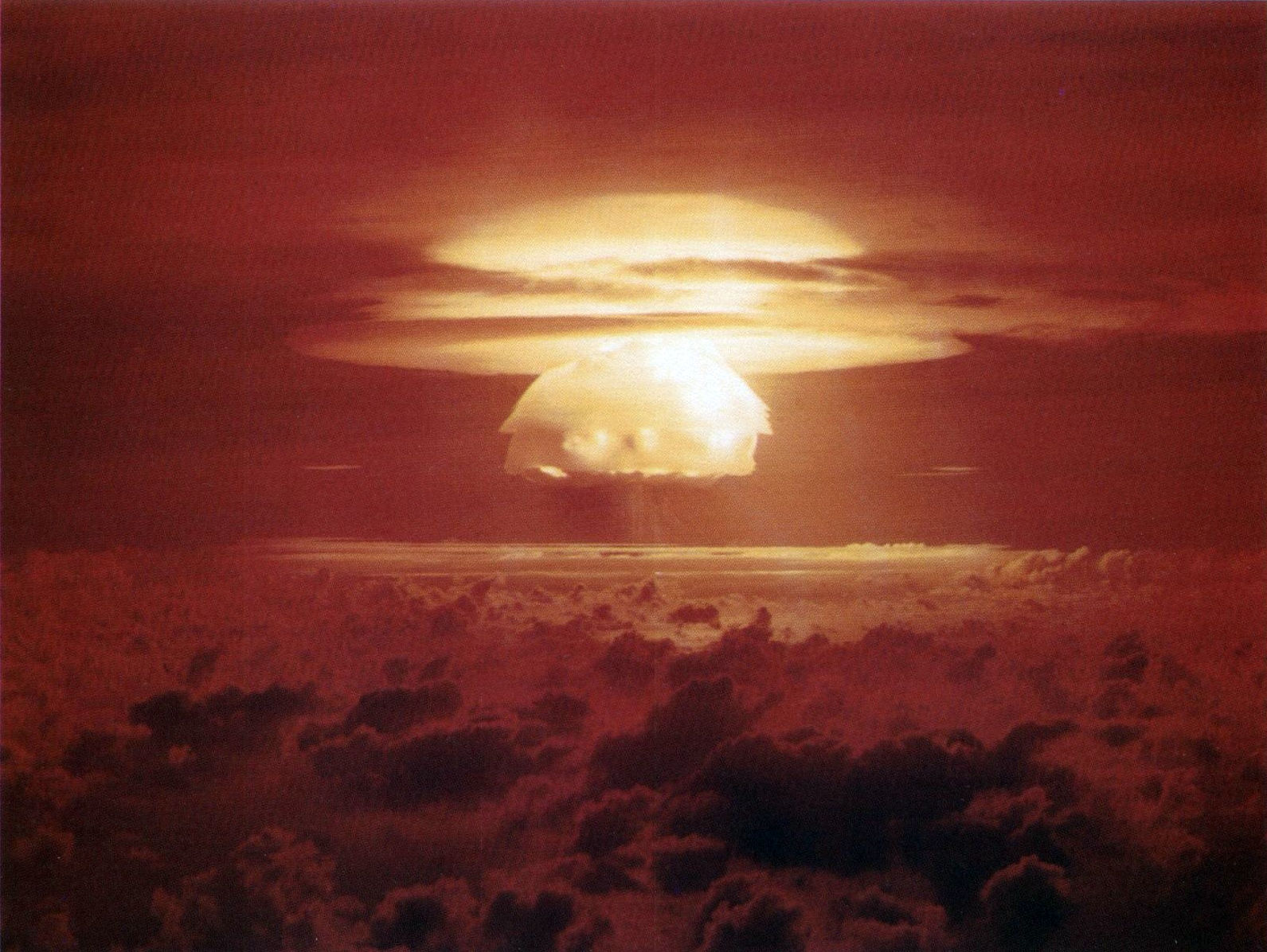
キャッスル作戦実施
水爆「ブラボー」のキノコ雲（3月1日）

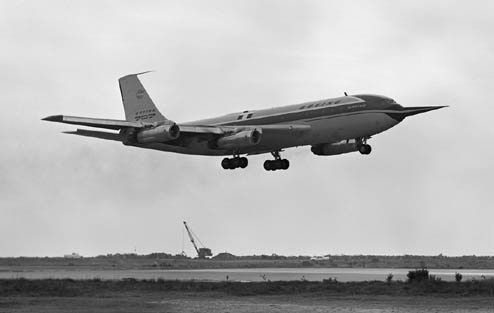
ボーイング707の原型機ボーイング367-80初飛行（7月15日）

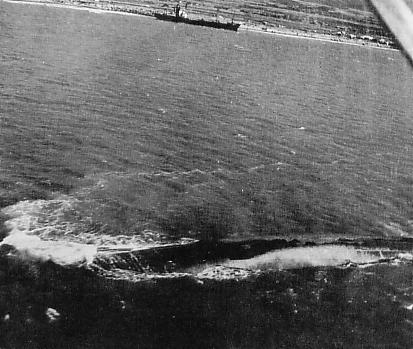
洞爺丸事故（9月26日）
転覆した洞爺丸

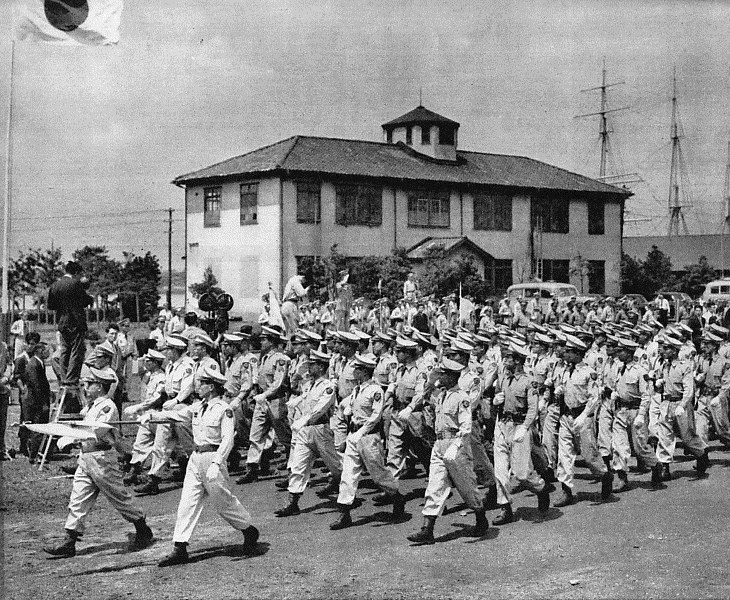
陸上自衛隊の発足記念式典

### 1月
- 1月 - ラストボロフ事件[要出典]。
- 1月1日 - 埼玉県飯能市、奈良県大和郡山市、島根県大田市が市制施行。
- 1月1日 - 50銭以下の小銭廃止。
- 1月1日 - 九州朝日放送（KBCラジオ）開局。
- 1月2日 - 皇居二重橋で皇居一般参賀者が橋上で将棋倒しとなり16人が死亡する（二重橋事件）。
- 1月5日 - 加藤芳郎の4コマ漫画『まっぴら君』が毎日新聞夕刊で連載開始（2001年6月23日に連載終了）。
- 1月6日 - 青函トンネルの起工式を開催。
- 1月8日 - マツモトキヨシが有限会社として設立。
- 1月10日 - コメット連続墜落事故: 英国海外航空781便墜落事故起こる。
- 1月14日 - マリリン・モンローがジョー・ディマジオと結婚（10月4日離婚）。
- 1月14日 - ナッシュ＝ケルビネーターとハドソンの合併によってアメリカン・モーターズ(AMC)が設立
- 1月18日 - プロ野球・名古屋ドラゴンズの経営から名古屋鉄道が撤退。中部日本新聞社の単独経営となり3年ぶりに「中日ドラゴンズ」の名称に戻す。
- 1月20日 - 営団地下鉄丸ノ内線の池袋駅 - 御茶ノ水駅間が開業。
- 1月23日 -アメリカのテレビ局NBCのニューヨーク局WNBCが世界初となるカラーテレビの本放送開始。

### 2月
- 2月1日 - ジョー・ディマジオ、マリリン・モンロー夫妻が来日。
- 2月1日 - 中部日本新聞社から「中日スポーツ」創刊。
- 2月11日 - 茨城県石岡市、栃木県日光市が市制施行。
- 2月19日 - 日本初の国際プロレスリング大会が蔵前国技館で開催（3月9日まで）。この模様はNHKテレビと日本テレビで生中継され、街頭テレビでは力道山やシャープ兄弟に人気が集中した。

### 3月
- 3月1日 - アメリカがビキニ環礁で水爆ブラボー実験実施。日本の遠洋マグロ漁船第五福竜丸が米国の水爆実験によって発生した多量の放射性降下物（いわゆる死の灰）を浴びる。
- 3月1日 - 鎌田商会がトイレ用消臭芳香剤「トイレボール」を発売。
- 3月1日 - 松下電器産業が同社初の電気掃除機「MC-1」を発売。
- 3月1日 - 山陰放送（当時はラジオ山陰）が開局。
- 3月1日 - NHK、大阪と名古屋でテレビジョン放送開始。
- 3月7日 - 1954 FIFAワールドカップ・アジア予選で初の日韓戦を開催。
- 3月12日 - ウォルト・ディズニー原作のアニメ映画『ダンボ』が日本初の日本語吹き替え映画として公開。
- 3月13日 - ディエンビエンフーの戦い（第一次インドシナ戦争中最大の戦闘）
- 3月14日 - モスクワ地下鉄5号線環状線が全線開通。
- 3月18日 - 武田薬品工業が「アリナミン糖衣錠」を発売。
- 3月31日 - 千葉県成田市、三重県名張市、滋賀県近江八幡市など全国で35の自治体が市制施行。

### 4月
- 4月1日 - 岩手県花巻市・北上市、長野県伊那市、愛知県犬山市、大阪府河内長野市、兵庫県宝塚市、奈良県天理市、福岡県筑後市、佐賀県鳥栖市・武雄市・伊万里市、熊本県玉名市・山鹿市、鹿児島県出水市などが市制施行。
- 4月5日 - 初の集団就職列車（青森・上野間）が運行される。
- 4月8日 - コメット連続墜落事故: 南アフリカ航空201便墜落事故起こる。
- 4月11日 -1954年のこの日は、 情報学者ウィリアム・タンストール＝ピドーにより「史上最も退屈だった日」として記録されている。
- 4月15日 - 神奈川県逗子市が市制施行。
- 4月19日 - 文京区小2女児殺害事件
- 4月20日 - 俳優座劇場が開場。
- 4月28日 - 明治製菓が日本初の缶入りジュースを発売。

### 5月
- 5月1日 - 東京都昭島市、佐賀県多久市が市制施行。
- 5月3日 - 埼玉県加須市が市制施行。
- 5月7日 - ベトナム民主共和国がフランス軍のインドシナ戦争の拠点ディエンビエンフーを陥落。
- 5月25日 - 写真家ロバート・キャパがインドシナ戦争取材中に地雷に触れて爆死。
- 5月31日 - 大分県豊後高田市が市制施行。

### 6月
- 6月1日 - 茨城県下妻市、愛知県江南市、三重県尾鷲市、兵庫県高砂市などが市制施行。
- 6月1日 - 京都旭丘中学事件の調停が成立して授業が再開される。
- 6月1日 - 鈴木式織機、鈴木自動車工業に社名変更（1990年、スズキに再び社名変更）。
- 6月2日 - 参議院、「自衛隊の海外出動を為さざることに関する決議」を全会一致で可決。
- 6月4日 - 近江絹糸争議。
- 6月13日 - カービン銃ギャング事件。教育二法施行。
- 6月15日 - 欧州サッカー連盟がスイス・バーゼルで発足。
- 6月17日 - 中華人民共和国とイギリスが国交樹立。
- 6月19日 - 名古屋テレビ塔完成。
- 6月27日 - モスクワ近郊オブニンスクで世界初の原子力発電所が運転を開始。

### 7月
- 7月1日 - 埼玉県東松山市が市制施行。
- 7月1日 - 自衛隊発足。
- 7月1日 - 山梨放送（当時はラジオ山梨）、宮崎放送（当時はラジオ宮崎）が開局。
- 7月1日 - 新警察法が施行。国家地方警察と自治体警察が統廃合され、警察庁と都道府県警察が設置される。
- 7月4日 - オハイオ州クリーブランドで、のちにドラマ「逃亡者」の原案となる、シェパード夫人殺害事件。
- 7月15日 - ボーイング707型機が初飛行。
- 7月15日 - ニッポン放送開局。
- 7月21日 - ジュネーヴ休戦協定締結。アメリカは調印拒否。
- 7月25日 - 大阪球場の阪神-中日戦が放棄試合となる。

### 8月
- 8月1日 - 千葉県習志野市、兵庫県川西市などが市制施行。
- 8月1日 - 小西六写真工業が「KONIFLE II」を発売。
- 8月8日 - 山梨県大月市が市制施行。
- 8月13日 - 徳島ラジオ商殺し事件の被疑者とされる女性を逮捕。
- 8月27日 - 日本短波放送（現在の日経ラジオ社=ラジオNIKKEI）開局。
- 8月29日 - ロッキード社（現ロッキード・マーティン社）の軍用輸送機C-130ハーキュリーズが初飛行。
- 8月31日 - 北海道釧路市の太平洋炭礦で爆発事故、39人死亡。

### 9月
- 9月1日 - 埼玉県羽生市、広島県大竹市、愛媛県大洲市などが市制施行。
- 9月6日 - ヴェネツィア国際映画祭で黒澤明監督の『七人の侍』と溝口健二監督の『山椒大夫』の日本映画2作品が銀獅子賞を受賞。
- 9月15日 - ロート製薬が胃腸薬「シロン」を発売。
- 9月16日 - 日本中央競馬会が発足。
- 9月20日 - トヨタ自動車が「トヨペット・ライトトラックSKB型」を発売（1956年、「トヨエース」と命名）。
- 9月26日 - 洞爺丸事故。
- 9月26日 - 岩内大火、北海道岩内郡岩内町。焼損棟数3299棟、死者33名。
- 9月27日 - NBCで『ザ・トゥナイト・ショー』が放映開始。
- 9月29日 - MLBワールドシリーズ第一戦8回表の守備で、ウィリー・メイズが『ザ・キャッチ』。
- 9月29日 - 欧州原子核研究機構（CERN）が設立される。
- 9月30日 - 埼玉県鴻巣市が市制施行。

### 10月
- 10月1日 - 青森県五所川原市、栃木県真岡市、三重県亀山市などが市制施行。
- 10月4日 - 日本テレビ、『NNNきょうの出来事』（当時：『東芝提供 今日の出来事』）放送開始（2006年9月29日まで放送）。
- 10月8日 - 神奈川県の相模湖で遠足の中学生らを定員オーバーで乗せた遊覧船が沈没し22名が死亡。（内郷丸遭難事件）
- 10月19日 - 中日が球団創設19年目で初のセ・リーグ優勝。
- 10月10日 - 山梨県韮崎市、福岡県行橋市が市制施行。
- 10月15日 - 滋賀県草津市が市制施行。
- 10月26日 - 仁保事件が起こる。

### 11月
- 11月1日 - 山形県村山市、三重県鳥羽市などが市制施行。
- 11月1日 - アルジェリア戦争が始まる
- 11月1日 - オリンパスが「オリンパスフレックスA3.5II」を発売。同じ日には旭光学工業が「アサヒフレックスIIB」を発売。
- 11月3日 - 岩手県久慈市、三重県熊野市、宮崎県串間市などが市制施行。
- 11月3日 - 東宝映画「ゴジラ」が公開される。
- 11月7日 - 両リーグ初優勝同士の対決となった日本シリーズ第7戦、中日が西鉄を4勝3敗で下し初の日本一達成。
- 11月10日 - 第20臨時国会召集（12月9日閉会）。
- 11月20日 - 神奈川県相模原市が市制施行。
- 11月23日 - 茨城県高萩市が市制施行。
- 11月24日 - 日本民主党が結成。

### 12月
- 12月1日 - 岩手県遠野市、栃木県大田原市、兵庫県小野市が市制施行。
- 12月3日 - 空手道の最初の全国大会である全国空手道選手権大会が開催される。
- 12月7日 - 吉田内閣総辞職。
- 12月10日 - 第21国会召集（1955年1月24日解散）、第1次鳩山内閣発足。
- 12月22日 - 日本プロレスで初の日本選手権が蔵前国技館で行われ、力道山が木村政彦を下す（昭和の巌流島）。
- 12月24日 - 後楽園スタヂアム運営の後楽園ローラースケート場が開場。
- 昭和の大合併が進む。
- 日本国内で実行に移されていた弾丸列車計画（通称：十五ヵ年継続計画）の完成予定年（計画自体は第二次世界大戦における日本の戦局悪化で消滅。すでに工事が進められていた区間の工事再開は1959年4月20日）。
- 講談社から月刊少女漫画雑誌『なかよし』創刊。

## スポーツ
- プロ野球
  - セントラル・リーグ優勝：中日ドラゴンズ
  - パシフィック・リーグ優勝：西鉄ライオンズ
  - 日本シリーズ優勝：中日ドラゴンズ
- 大相撲（幕内最高優勝）
  - 初場所：吉葉山潤之輔
  - 春場所：三根山隆司
  - 夏場所：栃錦清隆
  - 名古屋場所：不明
  - 秋場所：栃錦清隆
  - 九州場所：不明

## 芸術・文化

### 映画

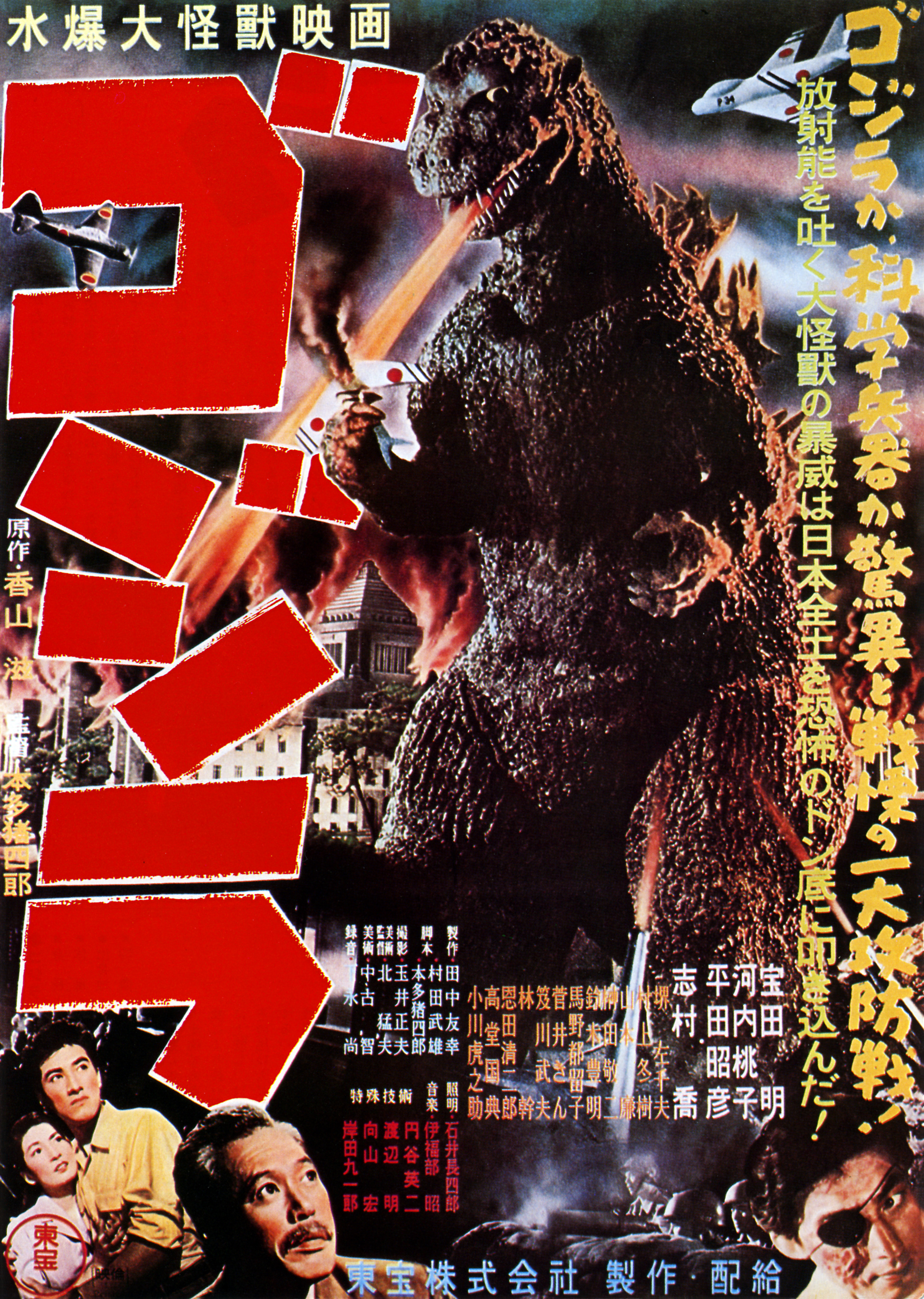
ゴジラ
画像は映画ポスター

- イタリア旅行（監督：ロベルト・ロッセリーニ）
- 裏窓（監督：アルフレッド・ヒッチコック）
- 波止場（監督：エリア・カザン）
- 道（監督：フェデリコ・フェリーニ）
- ゴジラ（監督：本多猪四郎）。シリーズ第1作。
- 七人の侍（監督：黒澤明）
- 近松物語（監督：溝口健二）
- 二十四の瞳（監督：木下恵介）

### 文学
- 芥川賞
  - 第31回（1954年上半期） - 吉行淳之介 『驟雨』その他
  - 第32回（1954年下半期） - 小島信夫 『アメリカン・スクール』
- 直木賞
  - 第31回（1954年上半期） - 有馬頼義 『終身未決犯』
  - 第32回（1954年下半期） - 梅崎春生 『ボロ家の春秋』、戸川幸夫 『高安犬物語』

### ラジオ
- 1月1日 - 九州朝日放送（KBC）開局。
- 3月1日 - ラジオ山陰（RSB、現・山陰放送）開局。
- 7月1日 - ラジオ山梨（RYC、現・山梨放送）、ラジオ宮崎（RMK、現・宮崎放送）開局。
- 7月15日 - ニッポン放送が開局。
- 10月1日 - 琉球放送（RBC）開局。

### コマーシャル
| キャッチフレーズなど                             | 商品名など           | メーカー   | 出演者         | 音楽                                                               |
| ------------------------------------------------ | -------------------- | ---------- | -------------- | ------------------------------------------------------------------ |
| ♪やっぱり森永ネ ※テレビのコマーシャルソング第1号 | 森永ミルクキャラメル | 森永製菓   | 西川辰美（画） | 三木鶏郎（曲）、中村メイコ・灰田勝彦・宮城まり子・古賀さと子（歌） |
| ♪ワ、ワ、ワ〜輪が三つ                            | ミツワ石鹸           | ミツワ石鹸 | -              | 三木鶏郎                                                           |

## 誕生

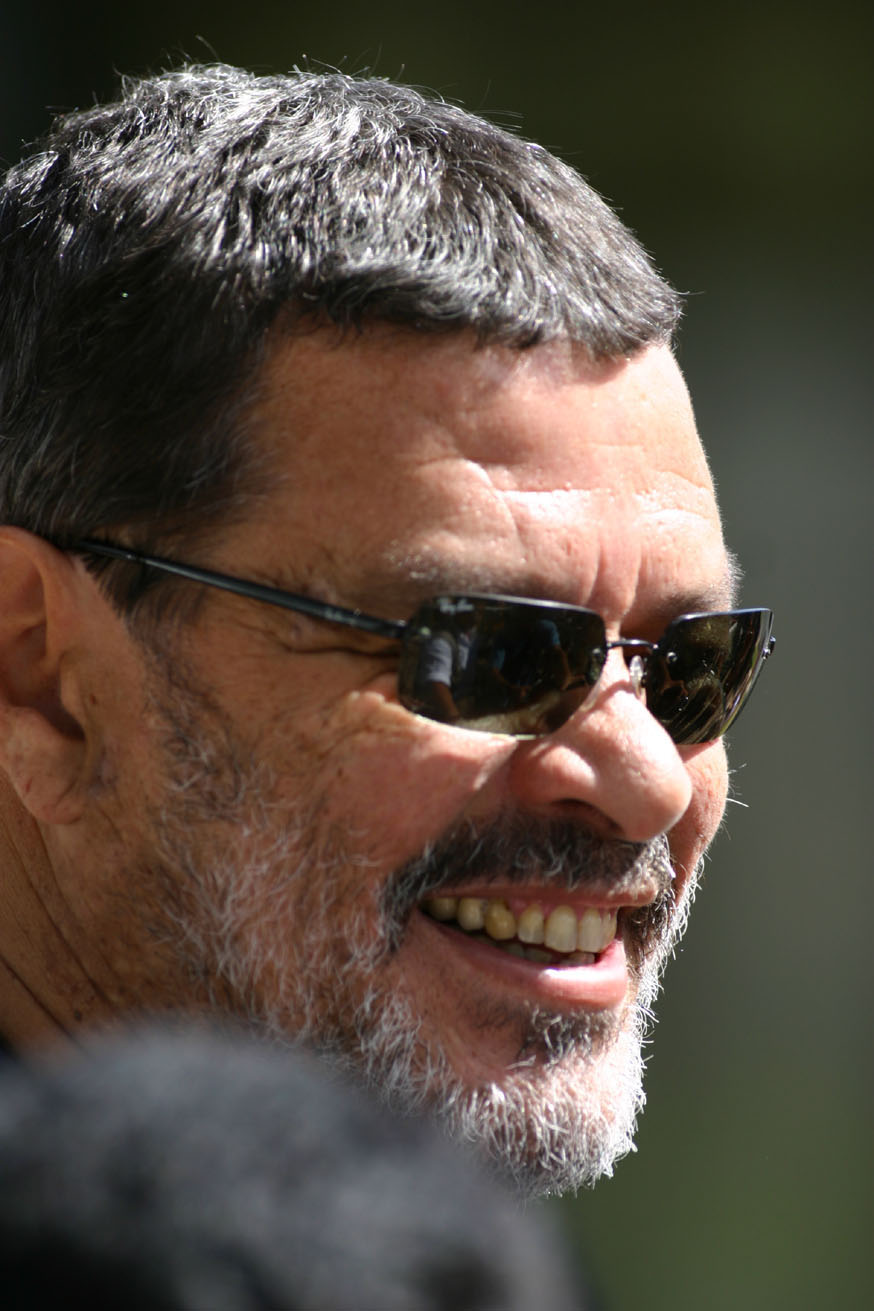
元サッカー選手ソクラテス（2月19日）

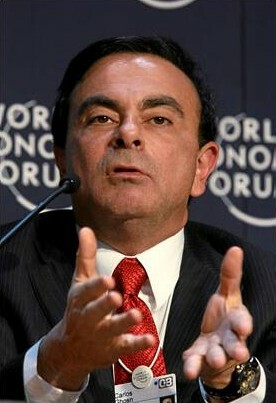
カルロス・ゴーン（3月9日）

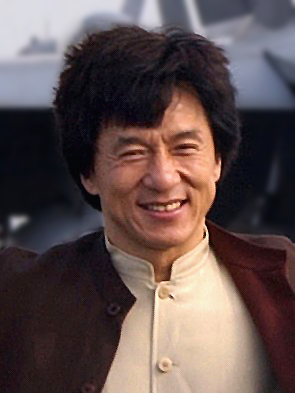
アクション俳優・映画監督ジャッキー・チェン（4月7日）

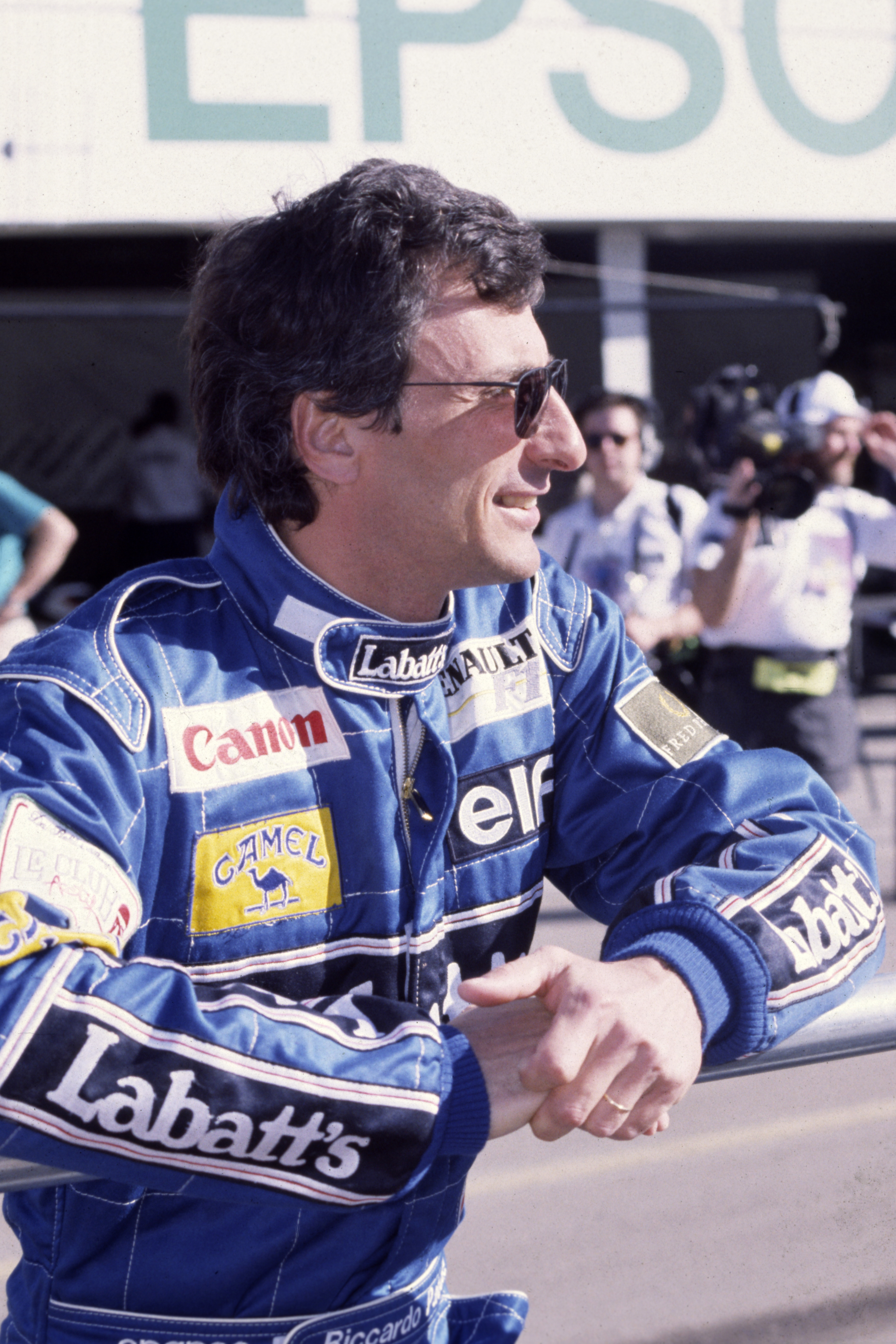
元F1レーサーリカルド・パトレーゼ（4月17日）

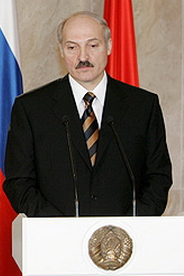
ベラルーシ大統領アレクサンドル・ルカシェンコ（8月30日）

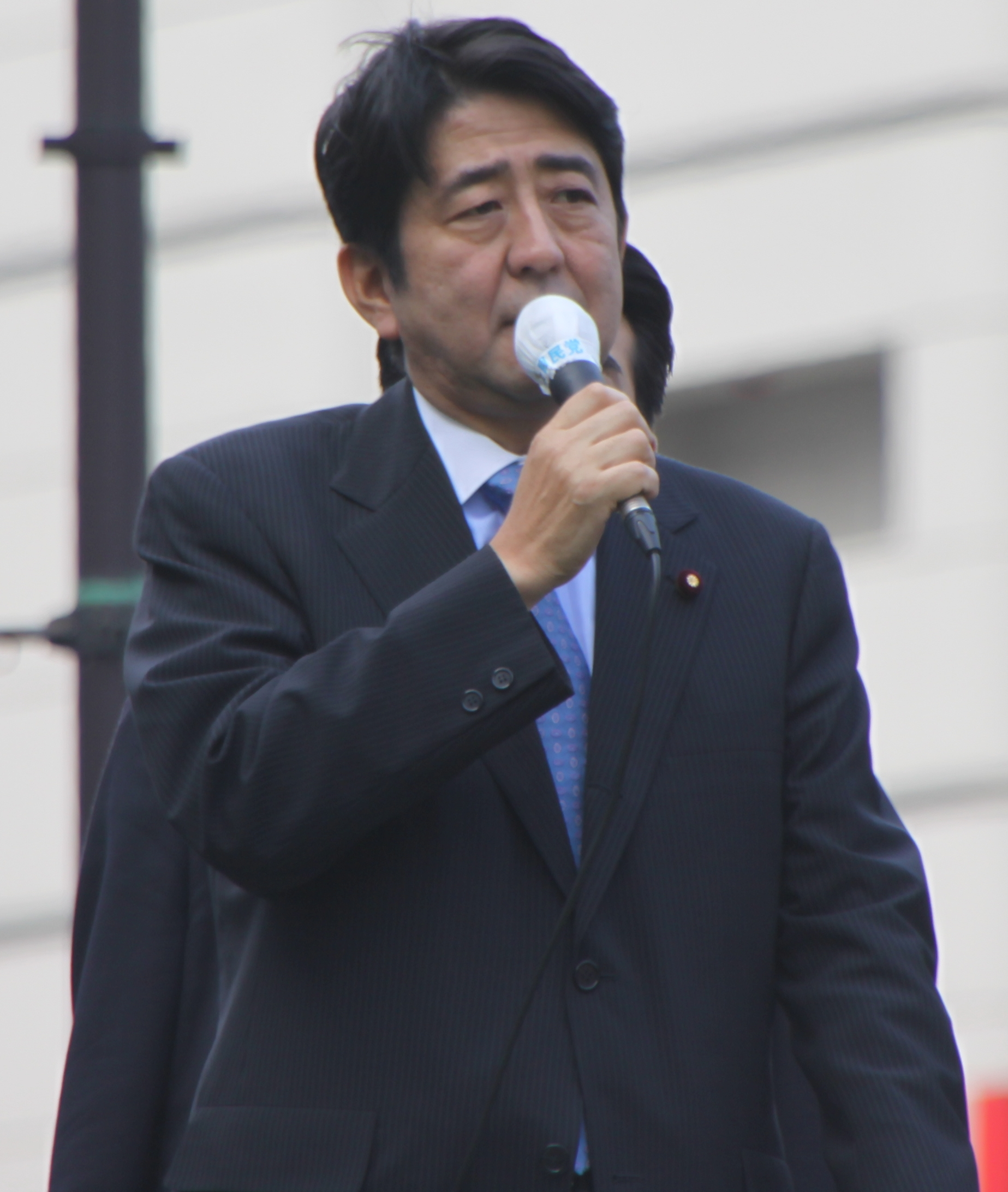
元日本国内閣総理大臣安倍晋三（9月21日）

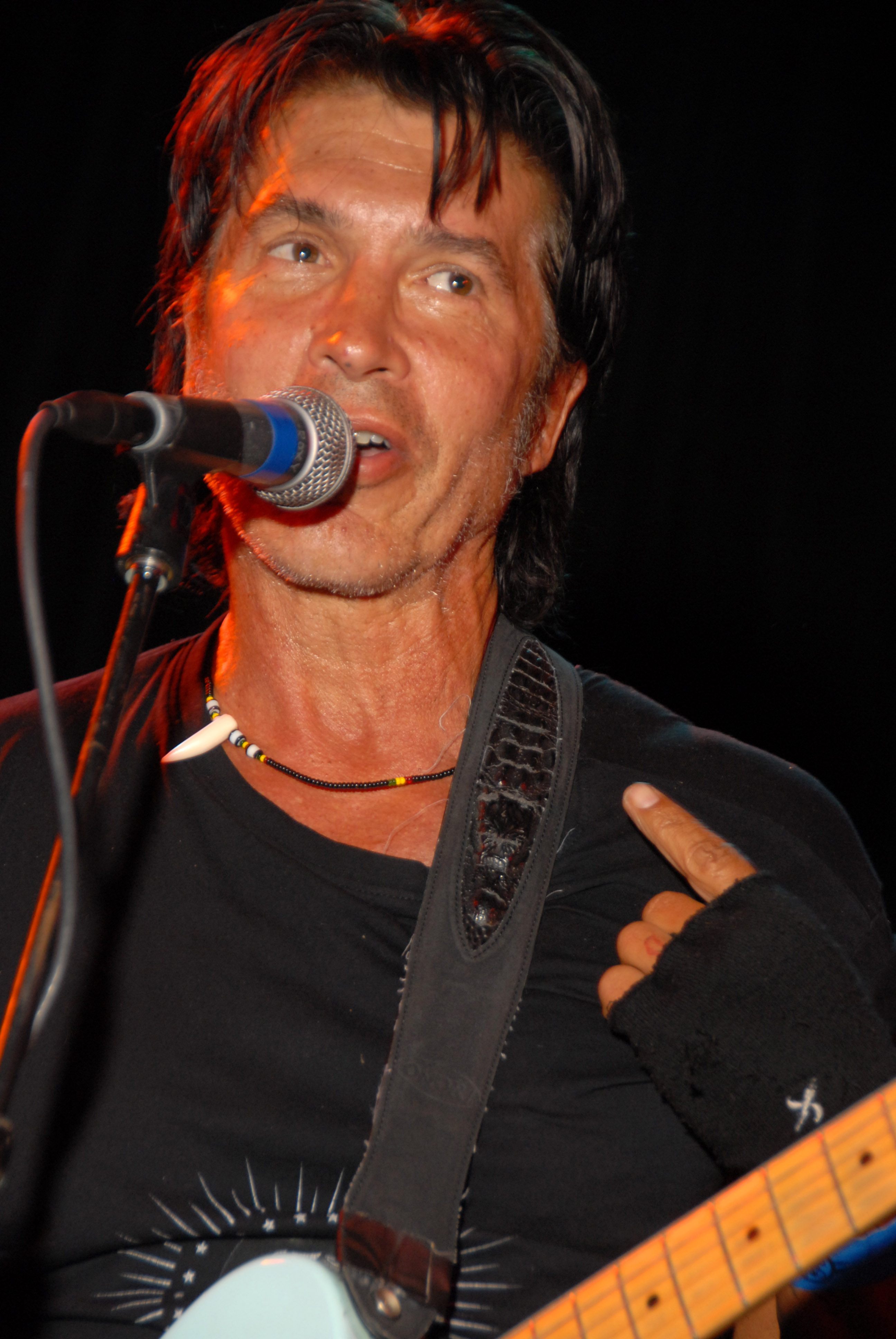
ジョージ・リンチ（9月28日）

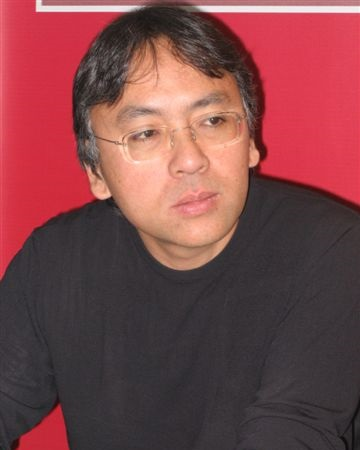
作家カズオ・イシグロ（11月8日）

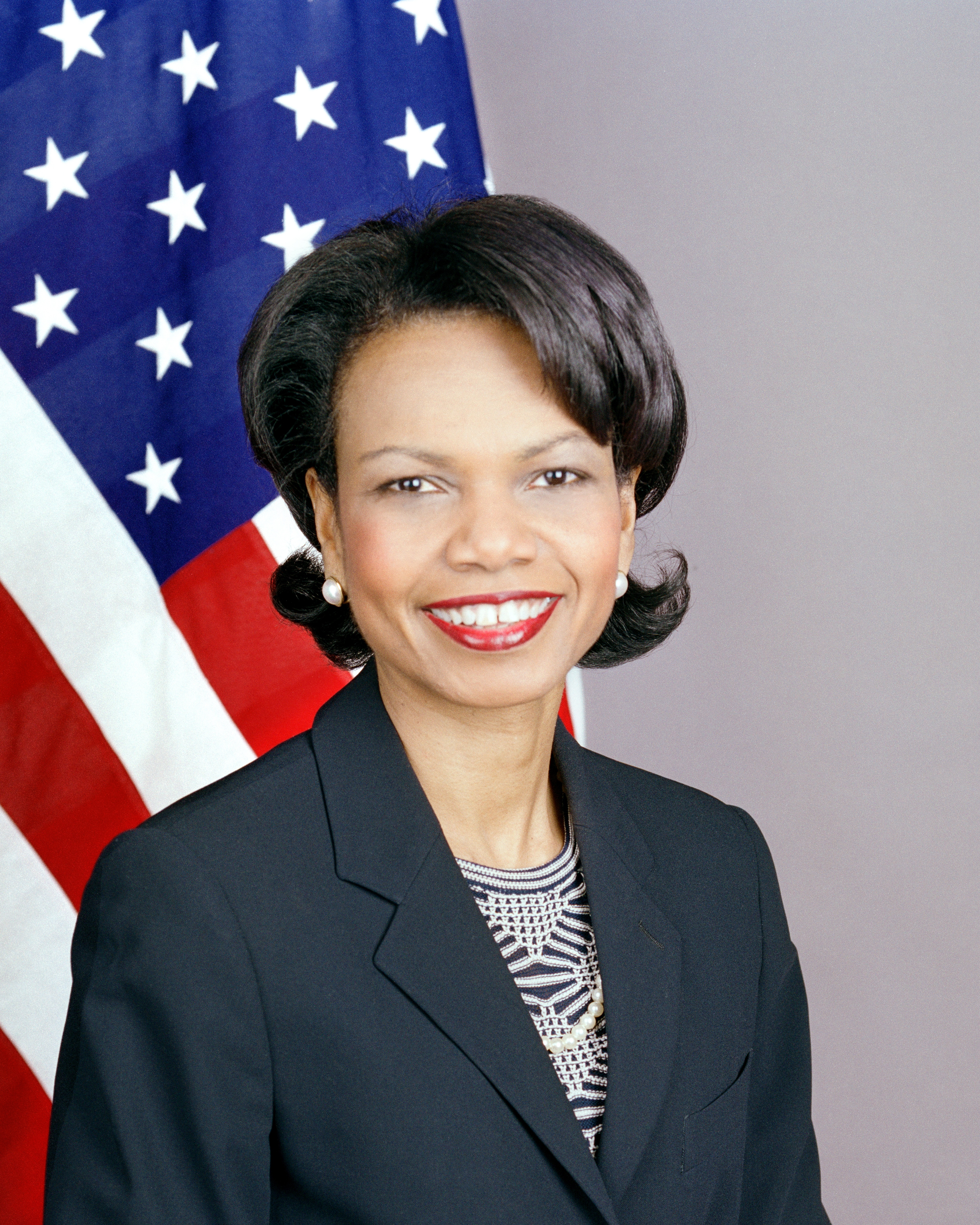
元アメリカ国務長官コンドリーザ・ライス（11月14日）

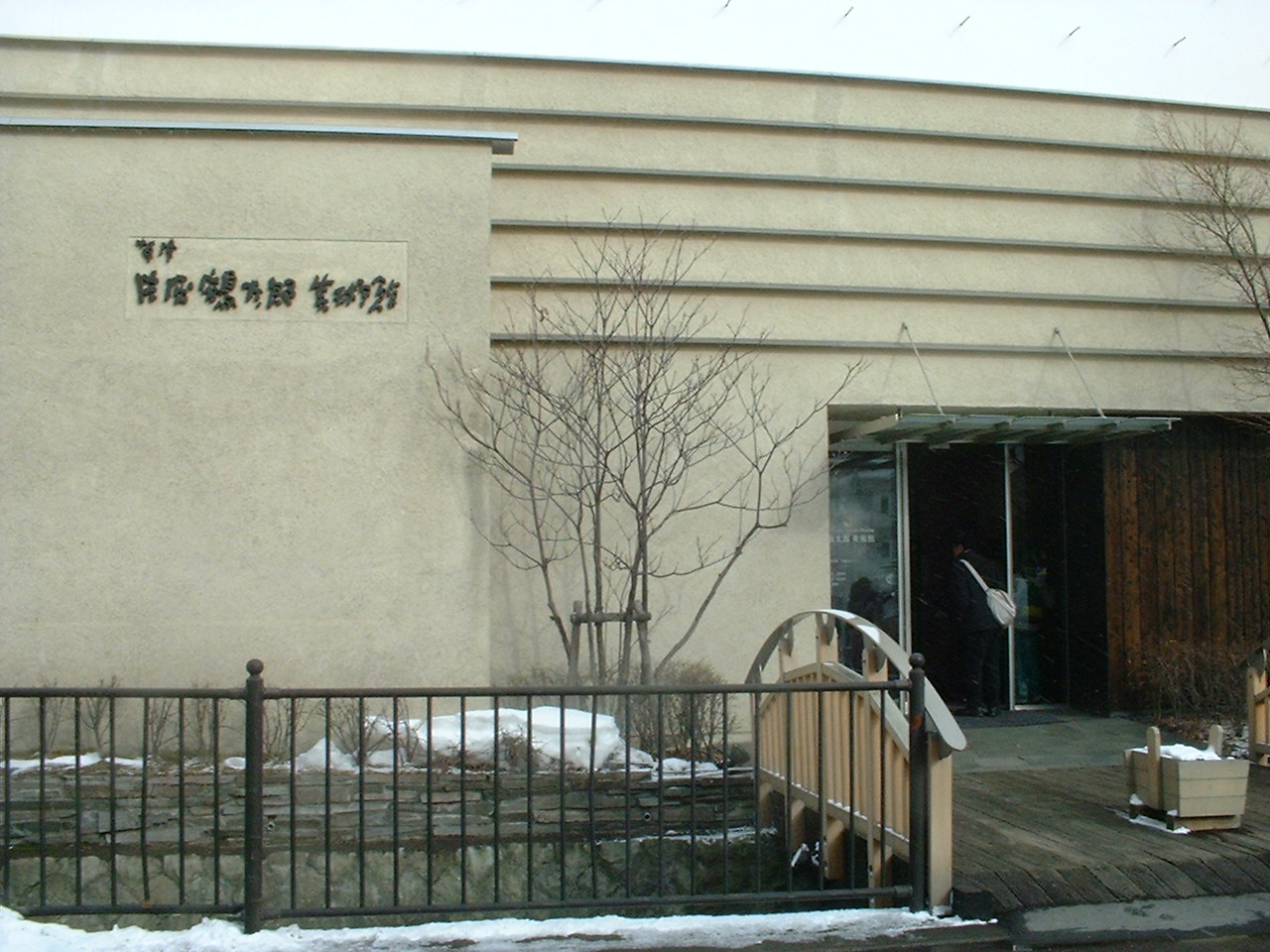
タレント・画家片岡鶴太郎（12月21日）
画像は片岡鶴太郎美術館

### 1月
- 1月1日 - ぶるうたす、お笑いタレント
- 1月3日 - 高瀬春奈、女優
- 1月3日 - 浜納一志、プロ野球選手
- 1月6日 - 高橋まこと、ミュージシャン
- 1月6日 - 中畑清、元プロ野球選手
- 1月6日 - 堀井雄二、ゲームデザイナー
- 1月6日 - 赤城マリ子、元女子プロレスラー
- 1月7日 - 松岡清治、元プロ野球選手
- 1月8日 - 田尾安志、元プロ野球選手
- 1月14日 - 石田純一、俳優
- 1月14日 - ルー大柴、タレント
- 1月14日 - 森雪之丞、作詞家
- 1月14日 - 萩尾みどり、女優
- 1月14日 - 渕正信、プロレスラー
- 1月15日 - 大石友好、元プロ野球選手
- 1月17日 - シェリル・ベンティーン、歌手・マンハッタン・トランスファーメンバー
- 1月19日 - 松任谷由実、シンガーソングライター
- 1月19日 - リチャード・ゲイル、元プロ野球選手
- 1月19日 - マーシャル・カーク・マキュージック、計算機科学者
- 1月21日 - 三浦洋一、俳優（+ 2000年）
- 1月23日 - 小日向文世、俳優
- 1月26日 - 草柳文惠、キャスター（+ 2008年）
- 1月26日 - 井上泰治、映画監督、脚本家（+ 2020年）
- 1月26日 - 立川らく朝、落語家、医学博士（+ 2021年）
- 1月28日 - 塩沢兼人、声優（+ 2000年）
- 1月29日 - 山口富男、政治家

### 2月
- 2月1日 - 井沢元彦、小説家
- 2月2日 - 浅野和之、俳優
- 2月3日 - 根岸季衣、女優
- 2月3日 - 斎藤輝美、プロ野球選手
- 2月4日 - 千葉繁、声優
- 2月4日 - 水越恵子、シンガーソングライター
- 2月9日 - 平田薫、元プロ野球選手
- 2月11日 - 清水和夫、元レーシングドライバー
- 2月14日 - 田中公平、作曲家
- 2月14日 - 中川ひろたか、絵本作家・シンガーソングライター
- 2月15日 - 山本和男、元プロ野球選手
- 2月15日 - 稲生高善、プロ野球選手
- 2月15日 - 立川志の輔、落語家・タレント
- 2月18日 - ジョン・トラボルタ、俳優
- 2月19日 - ソクラテス、元サッカー選手（+ 2011年）
- 2月21日 - 橋本以蔵、脚本家・映画監督
- 2月24日 - シド・マイヤー、ゲームデザイナー
- 2月24日 - ロレンツォ・マトッティ、漫画家・イラストレーター
- 2月25日 - 石井苗子、女優・テレビキャスター
- 2月25日 - 波多野健、テレビプロデューサー
- 2月27日 - ニール・ショーン、ギタリスト（ジャーニー）

### 3月
- 3月1日 - ロン・ハワード、映画監督・映画プロデューサー・俳優
- 3月1日 - 十倉好紀、物理学者
- 3月2日 - 吉沢京子、女優
- 3月2日 - 高島雅羅、声優
- 3月3日 - 手間本北栄、彩書家
- 3月5日 - 吉永泰之、SUBARU取締役兼社長兼CEO
- 3月6日 - 北川れん子、政治家
- 3月6日 - 鈴木清明、広島東洋カープ球団本部長
- 3月6日 - 丹内司、アニメーター
- 3月7日 - 福島知春、プロ野球選手（+ 1995年）
- 3月8日 - 上水流洋、プロ野球選手
- 3月8日 - 橘健治、プロ野球選手
- 3月9日 - カルロス・ゴーン、元日産自動車取締役兼社長兼CEO
- 3月11日 - BORO、シンガーソングライター
- 3月11日 - デヴィッド・ニューマン、音楽家・作曲家
- 3月12日 - ラリー・ロスチャイルド、メジャーリーガー
- 3月13日 - ランディ・バース、プロ野球選手
- 3月15日 - 伊東たけし、サクソフォーン奏者
- 3月18日 - 松浦寿輝、フランス文学者・詩人・小説家
- 3月18日 - 因幡晃、シンガーソングライター
- 3月23日 - 堀秀行、声優
- 3月24日 - 前田実、アニメーター
- 3月24日 - ラファエル・オロスコ・マエストレ、コロンビアの歌手（+ 1992年）
- 3月26日 - 井上和彦[1]、声優・音響監督
- 3月26日 - 玉城正富、プロ野球選手
- 3月27日 - 香川正人、プロ野球選手（+ 2016年）
- 3月28日 - 青山秀明、物理学者・京都大学教授
- 3月28日 - いけだももこ、元女優
- 3月29日 - 梅原克彦、官僚・第32代仙台市長
- 3月30日 - 長田百合子、教育評論家・引きこもりカウンセラー

### 4月
- 4月1日 - 林真理子、小説家
- 4月1日 - 平沢進、ミュージシャン
- 4月1日 - ジェフ・ポーカロ、ドラマー、ミュージシャン（TOTO）(+1992年)
- 4月3日 - 田野倉利男、元プロ野球選手
- 4月3日 - 河村秀則、プロ野球選手
- 4月5日 - 岩木哲、元プロ野球選手
- 4月5日 - 黒紙義弘、プロ野球選手
- 4月5日 - 山田啓二、政治家・京都府知事
- 4月6日 - よこやまよしひろ、俳優
- 4月7日 - ジャッキー・チェン、アクション俳優
- 4月7日 - 木本茂美、元プロ野球選手
- 4月8日 - ゲイリー・カーター、メジャーリーガー（+ 2012年）
- 4月9日 - 山内としお、俳優
- 4月10日 - 六平直政、俳優
- 4月12日 - 鮫島一歩、調教師
- 4月12日 - 三雲孝江、フリーアナウンサー・ニュースキャスター
- 4月13日 - 鶴田一郎、グラフィックデザイナー
- 4月14日 - 大友克洋、漫画家・映画監督
- 4月15日 - 坂崎幸之助、ミュージシャン（THE ALFEE）
- 4月15日 - 小林すすむ、俳優（+ 2012年）
- 4月16日 - 小川一夫、元プロ野球選手
- 4月17日 - 高見沢俊彦、ミュージシャン（THE ALFEE）
- 4月17日 - リカルド・パトレーゼ、元F1レーサー
- 4月17日 - あきやまるな、声優（+ 2014年）
- 4月19日 - 水江正臣、元プロ野球選手
- 4月23日 - マイケル・ムーア、ドキュメンタリー映画監督
- 4月23日 - 松尾格、プロ野球選手
- 4月24日 - 井野修、プロ野球審判員
- 4月25日 - ブーマー・ウェルズ、元プロ野球選手
- 4月29日 - 池田茂、プロ野球選手
- 4月30日 - 釘谷肇、元プロ野球選手

### 5月
- 5月5日 - デーブ・スペクター、テレビプロデューサー
- 5月8日 - 吉川美代子、TBSアナウンサー
- 5月10日 - 丸山圭子、シンガーソングライター
- 5月11日 - 伊藤文隆、元プロ野球選手
- 5月13日 - 中井直正、天文学者
- 5月13日 - 前田秀樹、元サッカー選手
- 5月13日 - 倉田よしみ、漫画家
- 5月16日 - 松永美隆、プロ野球選手
- 5月19日 - 大塚芳忠、声優
- 5月19日 - 鈴木博文、ミュージシャン
- 5月19日 - 池之上格、元プロ野球選手
- 5月21日 - 影虎和彦、元大相撲力士
- 5月22日 - 中村修二、電子工学者
- 5月23日 - 金在博、元野球選手
- 5月27日 - 安田拡了、プロレスフリーライター
- 5月27日 - 高代延博、元プロ野球選手
- 5月30日 - 佐々木正行、元プロ野球選手
- 5月30日 - 神崎愛、女優・フルート奏者・ソプラノ歌手
- 5月30日 - 石田真、プロ野球選手

### 6月
- 6月2日 - 川島千代子、元声優
- 6月4日 - 山路和弘[2]、声優
- 6月5日 - ピーター・アースキン、ジャズ・フュージョン・ドラマー
- 6月5日 - 檀ふみ、女優・エッセイスト
- 6月7日 - 木田勇、元プロ野球選手
- 6月10日 - 小嶋正宣、元プロ野球選手
- 6月10日 - 逢沢一郎、政治家
- 6月13日 - 山田栄子、声優
- 6月14日 - 根本隆、元プロ野球選手
- 6月18日 - 野中ともよ、テレビキャスター、ジャーナリスト
- 6月19日 - 大宮龍男、元プロ野球選手
- 6月20日 - 青木実、元プロ野球選手
- 6月27日 - 藤井眞吾、ギタリスト
- 6月29日 - 清水アキラ、お笑いタレント
- 6月30日 - 石井隆夫、声優

### 7月
- 7月2日 - 南沙織、元歌手
- 7月2日 - たつみや章、児童文学作家
- 7月3日 - 鈴木孝政、元プロ野球選手
- 7月9日 - 田代富雄、元プロ野球選手
- 7月10日 - 平田英之、元プロ野球選手（+ 2013年[3]）
- 7月10日 - 吉村よう、俳優、声優（+ 1991年）
- 7月10日 - ジョン・サイズ、調教師
- 7月10日 - ニール・テナント、ボーカル
- 7月12日 - 中村秀利、声優（+ 2014年）
- 7月13日 - 北猛俊、政治家、富良野市長
- 7月14日 - あいはら友子、女優・株式研究家
- 7月15日 - マリオ・ケンペス、元サッカー選手
- 7月17日 - アンゲラ・メルケル、ドイツの首相
- 7月17日 - 佐々木正洋、アナウンサー
- 7月21日 - 中島弘美、プロ野球選手
- 7月23日 - 吉沢俊幸、元プロ野球選手
- 7月23日 - 工藤博義、プロ野球選手
- 7月24日 - 酒井ゆきえ、フリーアナウンサー・タレント
- 7月25日 - ウォルター・ペイトン、アメリカンフットボール選手（+ 1999年）
- 7月25日 - リン・フレデリック、イギリスの女優（+ 1994年）
- 7月26日 - 河原井正雄、アマチュア野球指導者
- 7月27日 - 平山晃康、日本大学教授、医師、脳神経外科医
- 7月27日 - 林有三、編曲家・作曲家
- 7月27日 - 田中彰、プロ野球選手
- 7月29日 - 秋吉久美子、女優
- 7月29日 - 志位和夫、政治家、日本共産党委員長

### 8月
- 8月1日 - 森田順平、俳優・声優
- 8月6日 - 新谷嘉孝、元プロ野球選手
- 8月4日 - 土井美加、女優・声優
- 8月7日 - 中井康之、元プロ野球選手（+ 2014年）
- 8月8日 - 松本匡史、元プロ野球選手
- 8月10日 - 金城致勲、元プロ野球選手
- 8月11日 - ジョー・ジャクソン、ミュージシャン
- 8月12日 - フランソワ・オランド、政治家、フランス第五共和政第7代大統領
- 8月14日 - 三田ゆう子、声優
- 8月16日 - ジェームズ・キャメロン、カナダ出身の映画監督
- 8月17日 - ルイス・マンドーキ、映画監督
- 8月19日 - 轟二郎、コメディアン・タレント (+ 2020年[4][5])
- 8月25日 - エルヴィス・コステロ、ミュージシャン
- 8月26日 - 益山性旭、元プロ野球選手
- 8月26日 - エフレン・レイズ、ビリヤード選手
- 8月27日 - 早坂直家、俳優
- 8月27日 - デレック・ワーウィック、F1レーサー
- 8月29日 - 鳥原公二、元プロ野球選手
- 8月30日 - 功刀俊洋、歴史家
- 8月30日 - アレクサンドル・ルカシェンコ、ベラルーシの大統領
- 8月31日 - キャロライン・コッシー、モデル

### 9月
- 9月2日 - 三善英史、演歌歌手
- 9月3日 - 島田誠、元プロ野球選手
- 9月4日 - 盛田昌夫、元ソニー・ミュージックエンタテインメント会長
- 9月11日 - 佐藤義則、元プロ野球選手
- 9月12日 - 篠塚満由美、タレント
- 9月13日 - 三瓶啓二、空手家
- 9月16日 - 安藤正容、ギタリスト
- 9月16日 - 三井雅晴、元プロ野球選手
- 9月16日 - アシュリタ・ファーマン、実業家　最も多くのギネス公認記録を持っている人物。
- 9月18日 - スティーブン・ピンカー、心理学者
- 9月21日 - 安倍晋三、政治家、内閣総理大臣（第90代、第96代、第97代、第98代）（+ 2022年）
- 9月21日 - 待井昇、プロ野球選手
- 9月22日 - 西浦達雄、シンガーソングライター
- 9月24日 - 仲根正広、元プロ野球選手（+ 1995年）
- 9月24日 - マルコ・タルデッリ、元サッカー選手
- 9月26日 - 黒岩祐治、元ニュースキャスター、現神奈川県知事
- 9月27日 - 宮田典計、元プロ野球選手
- 9月27日 - ドミトリー・シトコヴェツキー、ヴァイオリニスト・指揮者
- 9月27日 - ラリー・ウォール、プログラマ・言語学者・文筆家
- 9月28日 - ジョージ・リンチ、ギタリスト
- 9月28日 - 田中昌宏、元プロ野球選手
- 9月29日 - 涂阿玉、プロゴルファー
- 9月29日 - 中川信秀、プロ野球選手

### 10月
- 10月2日 - 岡村隆則、元プロ野球選手
- 10月3日 - スティーヴィー・レイ・ヴォーン、ミュージシャン（+ 1990年）
- 10月3日 - デニス・エカーズリー、元メジャーリーガー
- 10月3日 - ブランコ・シカティック、格闘家（+ 2020年）
- 10月3日 - 山口壯、政治家
- 10月5日 - 原大輔、歌手
- 10月5日 - 李博士、ポンチャック歌手
- 10月10日 - デイヴィッド・リー・ロス、ミュージシャン（ヴァン・ヘイレン）
- 10月10日 - 宗次郎、オカリナ奏者
- 10月11日 - 高畑淳子、女優
- 10月12日 - 平淑恵、女優、声優
- 10月13日 - 金田明夫、俳優
- 10月14日 - ウィリー・エイキンズ、元メジャーリーガー
- 10月18日 - 三ツ矢雄二、俳優、声優
- 10月19日 - 野沢秀行、ミュージシャン
- 10月19日 - サム・アラダイス、元サッカー選手、サッカー指導者
- 10月20日 - 中嶋常幸、プロゴルファー
- 10月21日 - 角替和枝、女優（+ 2018年[6]）
- 10月23日 - アン・リー、映画監督
- 10月25日 - 金沢明子、民謡歌手
- 10月26日 - 小倉久寛、タレント、俳優
- 10月28日 - ゲーリー・レーシッチ、元プロ野球選手
- 10月29日 - 藍とも子、女優

### 11月
- 11月2日 - 吉田裕、歴史家
- 11月2日 - 貞山健源、プロ野球選手
- 11月3日 - 中出謙二、元プロ野球選手
- 11月5日 - アレハンドロ・サベーラ、元サッカー選手・指導者（+ 2020年）
- 11月8日 - カズオ・イシグロ、小説家
- 11月9日 - 亀山助清、俳優・声優（+ 2013年）
- 11月11日 - 徳山文宗、元プロ野球選手
- 11月12日 - 津森千里、ファッションデザイナー
- 11月14日 - コンドリーザ・ライス、政治学者
- 11月14日 - ウィリー・ヘルナンデス、メジャーリーガー
- 11月16日 - 斉藤敏豪、演出家
- 11月18日 - 森繁和、元プロ野球選手
- 11月20日 - 島田敏[7]、声優
- 11月23日 - ブルース・ホーンズビー、ピアニスト・アコーディオン奏者・シンガーソングライター
- 11月26日 - ウラジミール・セリン、調教師
- 11月26日 - 安西正弘、声優 （+ 2021年）
- 11月27日 - 菅賢治、テレビプロデューサー
- 11月29日 - 金原瑞人、法政大学社会学部教授、翻訳家
- 11月29日 - 岡山恭崇、元バスケットボール選手
- 11月30日 - ロドニー・ブルックス、ロボット工学者

### 12月
- 12月1日 - 藤山新太郎、マジシャン
- 12月5日 - 水沢アキ、女優
- 12月5日 - 群ようこ、作家・エッセイスト
- 12月6日 - アンドレイ・ミネンコフ、フィギュアスケート選手
- 12月6日 - 青木謙知、航空ジャーナリスト
- 12月7日 - 古舘伊知郎、タレント・フリーアナウンサー
- 12月8日 - 島本須美、声優
- 12月11日 - 北原憲彦、元バスケットボール選手
- 12月11日 - 西村高司、プロ野球選手
- 12月12日 - 岡田貴久子、児童文学作家
- 12月19日 - 渡辺宜嗣、アナウンサー
- 12月20日 - 高橋正巳、元プロ野球選手
- 12月21日 - 片岡鶴太郎、タレント・俳優・画家
- 12月23日 - 谷口義明、天文学者
- 12月23日 - 盛田隆二、小説家
- 12月23日 - 庄野真代、歌手
- 12月23日 - 原田悠里、演歌歌手
- 12月24日 - 伊藤和典、脚本家
- 12月24日 - 木山英求、プロ野球選手
- 12月26日 - オジー・スミス、元メジャーリーガー
- 12月26日 - 菊地恭一、元プロ野球選手
- 12月28日 - デンゼル・ワシントン、俳優
- 12月29日 - 高円宮憲仁親王、日本の皇族（+ 2002年）

### 不詳
- 阿藤芳樹、鑑定士
- 高木敏昭、元プロ野球審判員
- 巽好幸、地球科学者
- アリ・マオ・マーラン、世界最後の自然感染による天然痘患者（+ 2013年）

## 死去
| 彼等は、玉座を以て胸壁と為し、詔勅を以て弾丸に代へて政敵を倒さんとするものではないか。 - 桂太郎に対する演説 |

| 自白は、すべての証拠を上回るいわば、女王である。 |

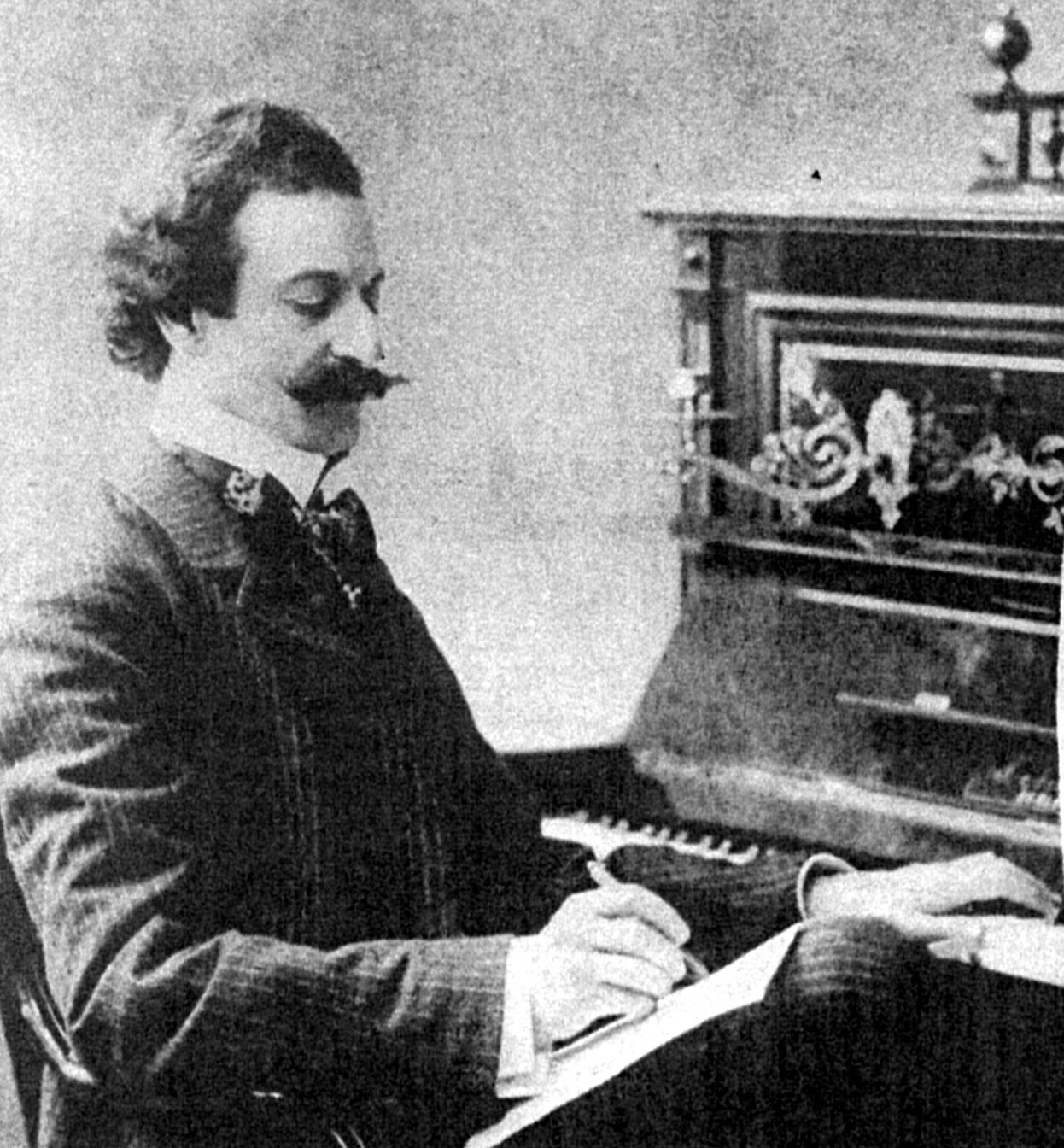
作曲家オスカー・シュトラウス（1月11日）

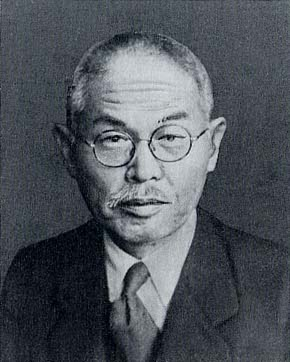
物理学者本多光太郎（2月12日）

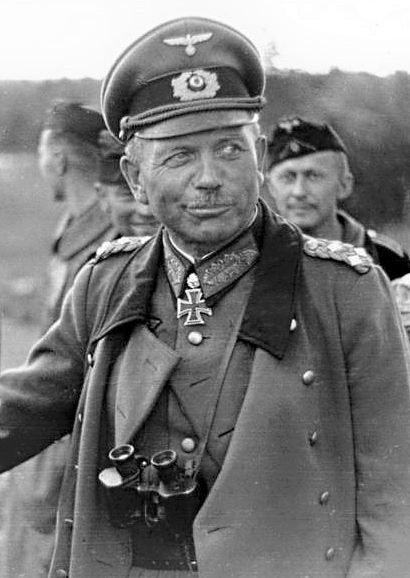
ドイツ陸軍上級大将ハインツ・グデーリアン（5月14日）

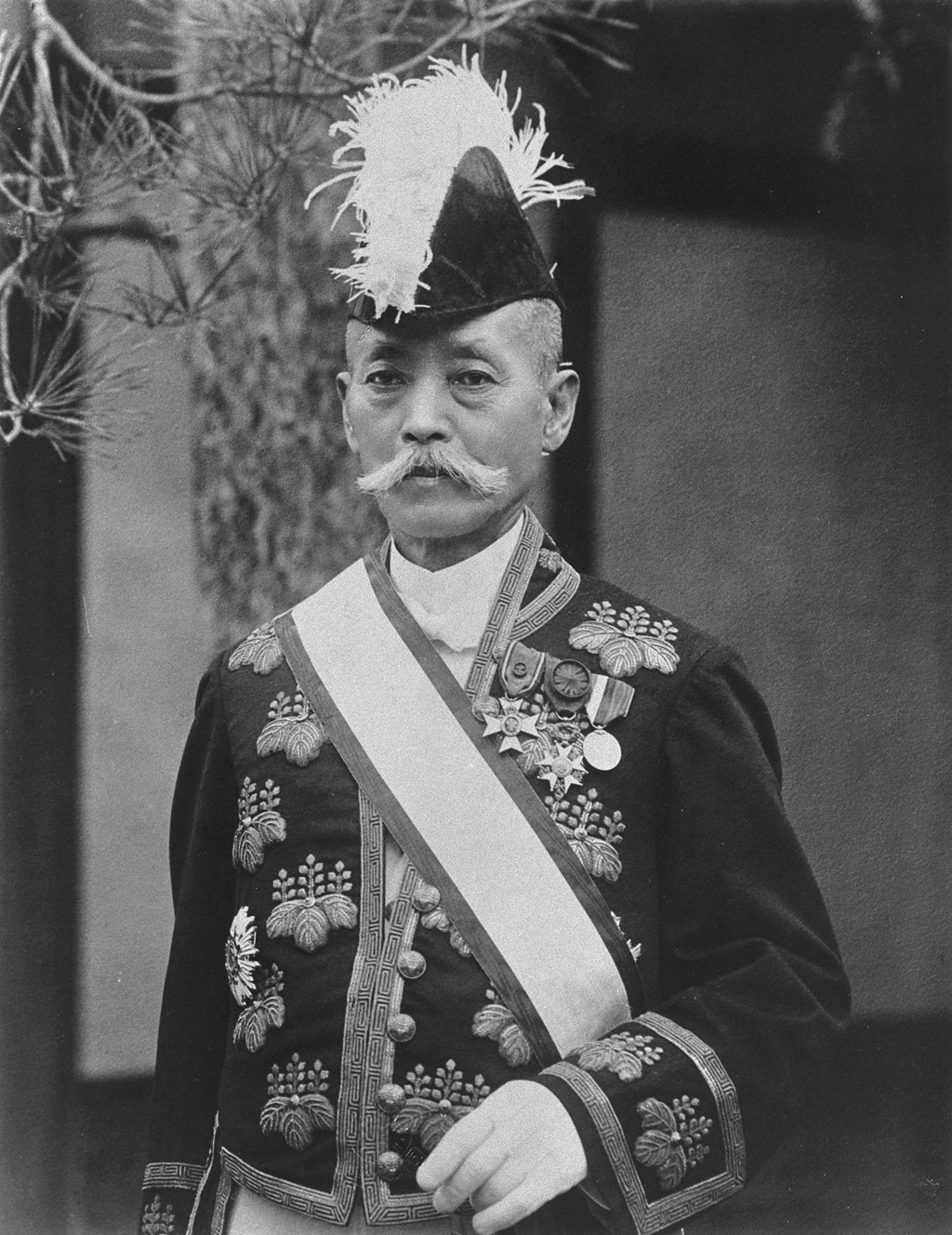
国会議員当選回数・議員勤続年数・最高齢議員記録を持つ「憲政の神様」尾崎行雄（10月6日）

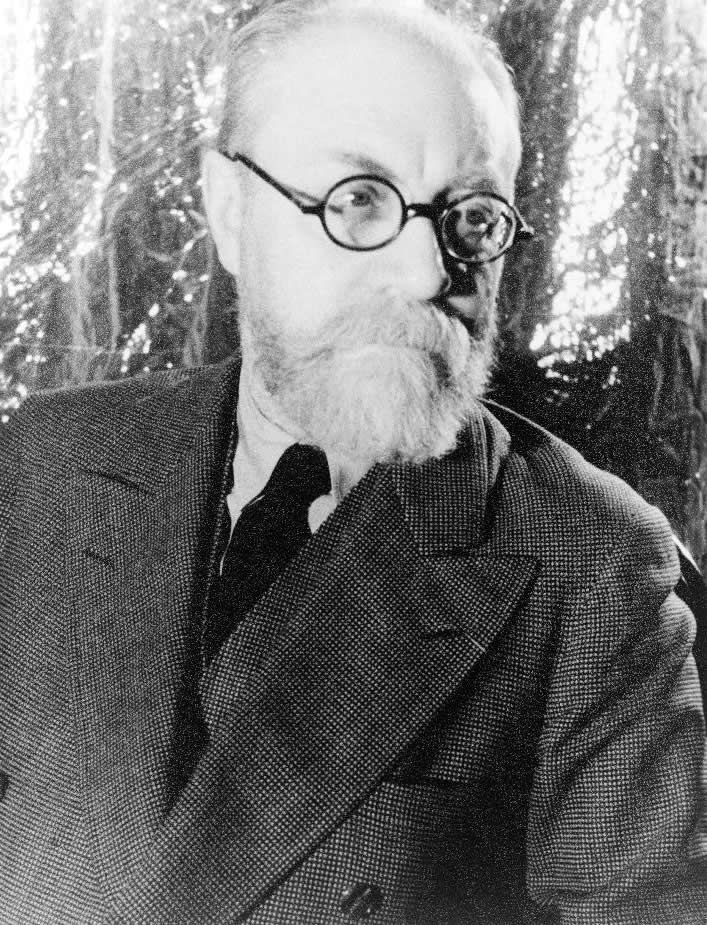
画家アンリ・マティス（11月3日）

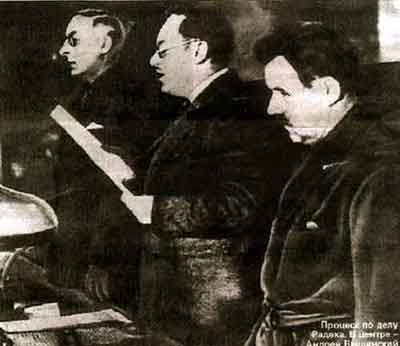
法律家アンドレイ・ヴィシンスキー（11月22日）

- 1月5日 - ラビット・モランビル、メジャーリーグベースボール選手（*  1891年）
- 1月11日 - オスカー・シュトラウス、作曲家（*  1870年）
- 1月16日 - ミハイル・プリーシヴィン、作家（*  1873年）
- 1月17日 - レオナード・E・ディクソン、数学者（*  1874年）
- 1月29日 - 清水良雄、童画画家（*  1891年）
- 1月29日 - 井上金太郎、映画監督（*  1901年）
- 1月31日 - 香取秀真、鋳金作家（*  1874年）
- 1月31日 - エドウィン・アームストロング、発明家・電子技術者（*  1890年）
- 2月1日 - 三島弥彦、陸上競技選手（*  1886年）
- 2月1日 - 小野佐世男、漫画家・画家（*  1905年）
- 2月6日 - フリードリヒ・マイネッケ、歴史家（*  1862年）
- 2月8日 - 石射猪太郎、日本の外交官（*  1887年）
- 2月12日 - 本多光太郎、物理学者・KS鋼開発者（*  1870年）
- 2月12日 - ジガ・ヴェルトフ、映画監督（*  1896年）
- 2月14日 - 相馬愛蔵、社会事業家・中村屋創業者（*  1870年）
- 2月20日 - セイディー・マクマホン、メジャーリーガー（* 1867年）
- 2月21日 - 河内仙介、小説家（*  1898年）
- 2月25日 - オーギュスト・ペレ、建築家（*  1874年）
- 3月5日 - 岸田國士、作家（*  1890年）
- 3月6日 - カール・エドゥアルト、ザクセン＝コーブルク＝ゴータ公（*  1884年）
- 3月7日 - オットー・ディールス、化学者（*  1876年）
- 3月9日 - ヴァン・ヴァルフリート・エクマン、海洋物理学者（*  1874年）
- 3月18日 - 前田米蔵、政治家（*  1882年）
- 3月28日 - ウィニフレッド・マクネアー、テニス選手（*  1877年）
- 4月2日 - モード・バーガー＝ウォラック、テニス選手（*  1870年）
- 4月2日 - ホイト・ヴァンデンバーグ、第2代アメリカ中央情報局長官（*  1899年）
- 4月4日 - 三門順子、歌手（*  1915年）
- 4月5日 - マッタ・アヴ・スヴェーリエ、ノルウェー王太子オーラヴ（のちの国王オーラヴ5世）の妃（*  1901年）
- 4月7日 - 伊東忠太、建築家（*  1867年）
- 4月7日 - 来栖三郎、日本の外交官（*  1886年）
- 4月10日 - オーギュスト・リュミエール、発明家（*  1862年）
- 4月17日 - 徳川頼貞、自由党参議院議員・音楽学者（*  1892年）
- 4月21日 - エミール・ポスト、数学者・論理学者（*  1897年）
- 4月28日 - レオン・ジュオー、労働運動家（*  1879年）
- 4月30日 - 阿子島俊治、ジャーナリスト・政治家（*  1902年）
- 5月7日 - アンリ・ミヌール、天文学者（*  1899年）
- 5月10日 - 安藤紀三郎、日本陸軍中将・政治家（*  1879年）
- 5月14日 - ハインツ・グデーリアン、ドイツ陸軍の上級大将（*  1888年）
- 5月16日 - パトリック・マクドナルド、陸上競技選手（*  1878年）
- 5月16日 - クレメンス・クラウス、指揮者（*  1893年）
- 5月16日 - ワーナー・ビショフ、写真家（*  1916年）
- 5月19日 - チャールズ・アイヴズ、作曲家（*  1874年）
- 5月22日 - チーフ・ベンダー、メジャーリーグベースボール選手（*  1884年）
- 5月25日 - ロバート・キャパ、報道カメラマン（*  1913年）
- 5月30日 - フリッツ・ロンドン、物理学者（*  1900年）
- 5月31日 - ジョニー・キルベーン、プロボクサー（*  1889年）
- 6月4日 - 山崎朝雲、彫刻家（*  1867年）
- 6月6日 - フリッツ・カスパレク、登山家（*  1910年）
- 6月7日 - アラン・チューリング、数学者（*  1912年）
- 6月25日 - 佐藤哲三、画家（*  1910年）
- 6月26日 - 福井英一、漫画家（*  1921年）
- 7月1日 - テア・フォン・ハルボウ、小説家（*  1884年）
- 7月13日 - フリーダ・カーロ、メキシコの画家（*  1907年）
- 7月14日 - ハシント・ベナベンテ、劇作家（*  1886年）
- 7月25日 - 白井こう、教育者（*  1869年）
- 7月28日 - 上山草人、俳優（*  1884年）
- 7月29日 - 山崎今朝弥、弁護士（*  1877年）
- 7月31日 - オノフレ・マリモン、F1レーサー（*  1923年）
- 8月3日 - シドニー＝ガブリエル・コレット、小説家（*  1873年）
- 8月3日 - 中城ふみ子、歌人（*  1922年）
- 8月6日 - エミリー・ディオンヌ、ディオンヌ家の五つ子姉妹の1人（*  1934年）
- 8月24日 - ジェトゥリオ・ドルネレス・ヴァルガス、ブラジル大統領（*  1882年）
- 9月5日 - 中村吉右衛門 (初代)、歌舞伎役者（*  1886年）
- 9月8日 - カーティス・ウィルバー、第43代アメリカ合衆国海軍長官（*  1867年）
- 9月8日 - アンドレ・ドラン、画家（*  1880年）
- 9月21日 - 御木本幸吉、真珠養殖のパイオニア（*  1858年）
- 9月24日 - 阪東壽三郎 (3代目)、歌舞伎役者（*  1886年）
- 9月26日 - エレン・ルーズベルト、テニス選手（*  1868年）
- 9月26日 - 冨吉榮二、政治家（*  1899年）
- 9月26日 - 菊川忠雄、労働運動家、政治家（*  1901年）
- 9月26日 - アルフレッド・ストーン、宣教師（*  1902年）
- 9月26日 - ディーン・リーパー、宣教師（*  1920年）
- 9月26日 - 佐保美代子、元宝塚歌劇団男役（*  生年不明）
- 10月6日 - 尾崎行雄、政治家（*  1858年）
- 10月6日 - エミール・マール、美術史学者（*  1862年）
- 10月7日 - ジョーゼフ・オパトシュ、小説家（*  1886年）
- 10月8日 - 松本烝治、商法学者・法学博士（*  1877年）
- 10月11日 - セオドア・ライマン、物理学者（*  1874年）
- 10月19日 - ヒュー・ダフィー、メジャーリーグベースボール選手（*  1866年）
- 11月3日 - アンリ・マティス、画家（*  1869年）
- 11月10日 - エドゥアール・ル・ロワ、哲学者・数学者（*  1870年）
- 11月13日 - ジャック・ファット、ファッションデザイナー（*  1912年）
- 11月15日 - ライオネル・バリモア、俳優（*  1878年）
- 11月22日 - アンドレイ・ヴィシンスキー、ソビエト連邦の法律家（*  1883年）
- 11月28日 - エンリコ・フェルミ、物理学者（*  1901年）
- 11月30日 - ヴィルヘルム・フルトヴェングラー、指揮者（*  1886年）
- 12月1日 - ウェルス・ホイト、陸上競技選手（*  1875年）
- 12月1日 - 下位春吉、政治運動家・童話口演家・教育家（*  1883年）
- 12月6日 - ルシアン・テニエール、言語学者（*  1893年）
- 12月8日 - ジョセフ・キーナン、政治家・弁護士（*  1888年）
- 12月9日 - 吉田茂、内務官僚・貴族院議員（*  1885年）
- 12月9日 - ビル・マゴワン、メジャーリーグ審判（* 1896年）

## ノーベル賞
- 物理学賞 - マックス・ボルン（イギリス）、ワルサー・ボーテ（ドイツ）
- 化学賞 - ライナス・ポーリング（アメリカ）
- 生理学・医学賞 - ジョン・フランクリン・エンダース（アメリカ）、トーマス・ハックル・ウェーラー（アメリカ）、フレデリック・チャップマン・ロビンス（アメリカ）
- 文学賞 - アーネスト・ヘミングウェイ（アメリカ）
- 平和賞 - 国際連合難民高等弁務官事務所